# Gustav von Faltzburg
Gustav von Faltzburg (* 25. November 1650 in Stettin; † 11. Oktober 1719 in Stockholm) war ein schwedischer Jurist und zuletzt Präsident des Wismarer Tribunals.

## Leben
Gustav von Faltzburg war ein Sohn des 1648 geadelten schwedischen Staatssekretärs in Pommern, Johann von Faltzburg (1609–1681), und dessen zweiter Frau Anna Eleonora Hagemeister (1623–1660). Er wurde 1676 königlicher Hofjunker. 1687 wurde er Mitglied der Exekutions-Kommission. Im folgenden Jahr wurde er Assessor des Svea hovrätt und 1696 dessen Vizepräsident.
1701 ging er als Landshövding nach Kronobergs län. Am 30. August 1710 wurde er zusammen mit seinem älteren Bruder Axel in den schwedischen Freiherrnstand erhoben. Im selben Jahr wurde er zum Präsidenten des Wismarer Tribunals ernannt.
Gustav von Faltzburg starb 1719 in Stockholm und wurde in der Nikolaikirche beigesetzt.
Mit seiner Frau Christina Skyttehjelm († 1729) hatte er vier Söhne und drei Töchter. Drei Kinder starben sehr jung.